# Нижньо-Шахтаминське сільське поселення
Нижньо-Шахтами́нське сільське поселення (рос. Нижне-Шахтаминское сельское поселение) — сільське поселення у складі Шелопугінського району Забайкальського краю Росії.
Адміністративний центр — село Нижня Шахтама.

## Історія
Станом на 2002 рік існував Нижньошахтаминський сільський округ (села Нижня Шахтама, Ундінські Кавикучі, селище Сивучі).

## Населення
Населення сільського поселення становить 433 особи (2019; 506 у 2010, 565 у 2002).

## Склад
До складу сільського поселення входять:
| Населений пункт          | Населення, осіб (2002) | Населення, осіб (2010) |
| ------------------------ | ---------------------- | ---------------------- |
| Нижня Шахтама, село      | 279                    | 264                    |
| Сивачі, селище           | 222                    | 179                    |
| Ундінські Кавикучі, село | 64                     | 63                     |